# Гулида
Гулида (груз. გულიდა) — село в Грузии, на территории Лентехского муниципалитета края (мхаре) Рача-Лечхуми и Нижняя Сванетия.

## География
Село находится в северной части Грузии, на правом берегу реки Цхенисцкали, на расстоянии приблизительно 1 километра (по прямой) к северо-востоку от посёлка городского типа Лентехи, административного центра муниципалитета. Абсолютная высота — 1053 метра над уровнем моря.

## Население
По результатам официальной переписи населения 2014 года, в Гулиде проживало 59 человек (28 мужчин и 31 женщина). В национальной структуре населения грузины составляли 100 %.
| Год  | Население, человек |
| ---- | ------------------ |
| 2002 | 141                |
| 2014 | ↘ 59               |